# Aashiq Banaya Aapne
Aashiq Banaya Aapne (inny tytuł: "Aashiq Banaya Aapne: Love Takes Over", angielski tytuł: "You Were Made For Love") to bollywoodzki thriller miłosny z 2005 roku wyreżyserowany przez Aditya Datta, autora Dil Diya Hai. W rolach głównych Emraan Hashmi, debiutująca Tanushree Dutta i Sonu Sood. Film opowiada historię dwóch przyjaciół zakochanych w tej samej dziewczynie. To opowieść o zaufaniu, zdradzie i "miłości", która chce swego, nie licząc się z uczuciami innych.

## Fabuła
Akcja filmu rozgrywa się w Mumbaju. Dotyczy historii uczących się w college'u młodych osób. Karan (Sonu Sood) to syn bogatych rodziców, porządny, z zasadami, niezawodny przyjaciel samotnej, niespokojnej, opuszczonej przez ojca Snehy (Tanushree Dutta). Skrycie w niej zakochany. Ona woli od niego radosnego hulakę z przeszłością, bohatera romansów, goniącego za przyjemnościami Vickiego (Emraan Hashmi). Dla niej lekkoduch gotów zmienić swoje życie, w niej chce wzbudzić zaufanie. Udaje mu się to, do czasu kiedy Sneha widzi go w niedwuznacznej sytuacji z inną dziewczyną. Stare przyzwyczajenia zwyciężyły pragnienie zmiany i wierności. Zraniona Sneha szuka pocieszenia u przyjaciela. U Karana.

## Obsada
- Emraan Hashmi – Vicky
- Tanushree Dutta – Sneha
- Sonu Sood – Karan
- Naveen Nischol – Ojciec Snehi
- Vivek Vaswani – Amar uncle
- Naresh Suri – Szef college'u
- Ashwini Kalsekar – Inspektor
- Zabyn Khan – Chandni
- Kanika Shivpuri – Ciotka Karana
- Preeti Kopikar – Matka Karana
- Narendra Motwani – Ojciec Karana
- Kanika Dang – Nauczycielka
- Amar Mukerji – Gullu

## Muzyka
Twórcą muzyki, nominowanej do nagrody Filmfare, jest Himesh Reshamiya, nagrodzony nagrodą Filmfare za najlepszy playback męski (w piosence Aashiq Banaya Aapne). Muzyk debiutował w playbacku w tym filmie.
- Aashiq Banaya Aapne
- Mar Jawan Mit Jawan
- Aap Ki Kashish (Remix)
- Dilnashin Dilnashin
- Aap Ki Kashish – 1
- Dillagi Mein Jo Beet Jaye
- Aashiq Banaya Aapne (Remix)
- Dilnashin (Remix)
- Aap Ki Kashish – 2